# Antonio Vranković
Antonio Vranković (Minneapolis, 28 ottobre 1996) è un cestista croato.

## Biografia
È il figlio dell'ex cestista Stojko Vranković.